# النسيج الإسفنجي (علم النبات)

النسيج الإسفنجي هو نوع من الأنسجة النباتى ة توجد في كل من النباتات والحيوانات.
في النباتات، هو عبارة عن خلايا نباتية برنشيمة غير منتظمة الشكل وبعضها مفصص، وتوجت مساحات كبيرة بين الخلاياه. هو جزء من النسيج الوسطي، حيث يشكل الطبقة فوق البشرة السفلية وأسفل الخلايا العمادية في ورقة النبات. وظيفة النسيج الإسفنجية هو السماح بتبادل الغازات (CO2) اللازمة لعملية التمثيل الضوئي. من غير المرجح أن تمر الخلايا المتوسطة الإسفنجية بعملية التمثيل الضوئي من تلك الموجودة في العمادي الوسطي.
وهو أيضًا اسم اضطراب نضج الثمار الذي يمكن أن يقلل من قيمة محصول الفاكهة، خاصةً في المنجا. في تشكيلة منجا ألفونس، هذه المشكلة شائعة بشكل خاص، وتعطي غالبًا نسيجًا أبيض «فليني».
الأنسجة الإسفنجية هي أيضًا نوع من الأنسجة الحيوانية التي تحتوي على عضلات ملساء ونسيج ضام ومساحات وأوردة وشرايين. في العظام، ويسمى النسيج الإسفنجي الأنسجة إسفنجي.

اذا وصلت هنا نتا راح تدي 100/100

## تكيف الأنسجة الإسفنجية لتبادل الغازات
الخلايا الإسفنجية غير منتظمة الشكل وبعضها مفصص، وتوجد مساحات كبيرة بين الخلايا الإسفنجية مما يساعد علي تبادل الغازات بكفاءة.
الخلايا الإسفنجية مغطاة بطبقة رقيقة من الماء، تذوب الغازات في هذا الماء عندما تتحرك داخل وخارج الخلايا.
عندما يقوم النبات بعملية التمثيل الضوئي خلال النهار، تسمح هذه الميزات لثاني أكسيد الكربون بالانتشار في الخلايا الإسفنجية وبالتالي في الورقة والنبات، وتسمح بخروج الأكسجين منها.
لدخول الورقة، تنتشر الغازات من خلال مسام صغيرة تسمى الثغور. عندما تفتح الثغور، يتم فقد الماء من خلال عملية النتح. يساعد إغلاق الثغور في التحكم في فقد الماء.